# آهوچه پاسفید
آهوچه پاسفید (نام علمی: Cephalophus crusalbum) نام یک گونه از زیرخانواده غزالک است.